# ترنتوود (واشینگتن)
ترنتوود (به انگلیسی: Trentwood) یک منطقهٔ مسکونی در ایالات متحده آمریکا است که در شهرستان اسپوکن، واشینگتن واقع شده‌است. ترنتوود ۴٫۶ کیلومتر مربع مساحت و ۴٬۳۸۸ نفر جمعیت دارد و ۶۱۸ متر بالاتر از سطح دریا واقع شده‌است.